# Mika Ääritalo
Mika Ääritalo (født 25. juli 1985 i Taivassalo, Finland) er en finsk tidligere fodboldspiller (angriber), der spillede seks kampe for det finske landshold. Han tilbragte størstedelen af sin klubkarriere hos TPS Turku i hjemlandet.

## Titler
Suomen Cupen
- 2010 med TPS Turku